# Николас Гаитан
Освалдо Николас Нико Фабиан Гаитан (Хенерал Сан Мартин 23. фебруар 1988) је аргентински фудбалер.

## Трофеји

### Бока јуниорс
- Првенство Аргентине (1) : 2008.[1]

### Бенфика
- Првенство Португалије (3) : 2013/14, 2014/15, 2015/16.
- Куп Португала (1) : 2013/14.
- Лига куп Португала (5) : 2010/11, 2011/12, 2013/14, 2014/15, 2015/16.
- Суперкуп Португала (1) : 2014.
- Лига Европе : финале 2012/13, 2013/14.

### Репрезентација Аргентине
- Копа Америка : финале 2016.[2]